# Cattleya presidentensis
Cattleya presidentensis är en orkidéart som först beskrevs av Marcos Antonio Campacci, och fick sitt nu gällande namn av Van den Berg. Cattleya presidentensis ingår i släktet Cattleya och familjen orkidéer. Inga underarter finns listade i Catalogue of Life.